# Super Smash Bros. Melee
Super Smash Bros. Melee, kendt i Japan som Dairantō Smash Brothers Deluxe (大乱闘スマッシュブラザーズDX lit. Great Melee Smash Brothers Deluxe), og ofter forkortet til SSBM eller blot Melee, er et crossover-kampspil udgivet til Nintendo GameCube kort efter dens udgivelse i 2001 (2002 i PAL-regionerne). Det er efterfølgeren til Nintendo 64-spillet Super Smash Bros., og forløberen til Wii-spillet Super Smash Bros. Brawl. HAL Laboratory udviklede spillet med Masahiro Sakurai som ansvarlig for produktionen.
Spillet fokuserer på figurer fra Nintendo spiltitler, så som Mario,The Legend of Zelda og Pokémon. Banerne og gameplayet referere til, eller er direkte kopieret fra, populære spil udgivet af Nintendo. Melees gameplaysystem tilbyder en uortodoks tilgang til kampspil genren, da en procentmåler viser mængden af skade man kan påføre fjender, i stedet for den traditionelle livsmåler der ses i de fleste kampspil. Spillet bygger ovenpå forgængerens opbygning, ved at tilføje nye funktioner relateret til gameplayet og de spilbare figurer. Grundet multiplayerdelens popularitet, har spillet optrådt ved en række spil-tournaments.